# By Brute Force
By Brute Force war eine Death-Metal-/Grindcore-Band aus Gummersbach, Nordrhein-Westfalen.

## Geschichte
Die Band wurde im Januar 2001 in Gummersbach gegründet. Sie nahm Ende 2002 das erste Demotape auf. Anfang 2003 veröffentlichte sie ihr erstes Studioalbum By Brute Force im Eigenverlag. Es folgten anschließend gemeinsame Auftritte mit Bands wie Japanische Kampfhörspiele, Vital Remains, Tankard und Mastic Scum. Im Jahr 2005 erschien das zweite Studioalbum Rituals of Death und im Jahr 2007 das dritte Album With Intent To Destroy. Nach Erscheinen des Albums verließ Gitarrist Oskar die Band, während Jens als Gitarrist hinzustieß. Im Frühjahr 2008 steuerte die Band vier Lieder für die Split Earsplitting mit Unchallenged Hate bei. Im Jahr 2010 übernahm Schenk die Rolle des Gitarristen, während Jens die Band verließ. Im Jahr 2011 spielte die Band u. a. auf dem DeathFeast Open Air in Hünxe. 2012 erschien das vierte Studioalbum Breakdown The Masses. Nach Erscheinen des Albums verließ Bassist Stevie die Band und wurde durch Lesley ersetzt. 2016 wurde in Wermelskirchen das fünfte und letzte Album We Declare War aufgenommen. Im Jahr 2017 gab die Band die vorzeitige Auflösung der aufgrund von "diversen" Differenzen bekannt. Sie war anschließend aber weiterhin aktiv.

## Diskografie
- 2002: Demo (Eigenpressung)
- 2003: By Brute Force (Eigenpressung)
- 2005: Rituals of Death (Twilight-Vertrieb)
- 2007: With Intent To Destroy (MetalOnDemand)
- 2008: Earsplitting (Split mit Unchallenged Hate) (MetallOnDemand)
- 2012: Breakdown The Masses (RottenRollRex)
- 2016: We Declare War (NiceToEatYouRecords)

## Trivia
Im Soundtrack des Films OTE beinhaltet elf Lieder von By Brute Force.